# Perzijska Armenija
 Ovo je glavno značenje pojma Perzijska Armenija. Za druga značenja pogledajte Iranska Armenija (1502. – 1828.).
Sasanidska Armenija, također i Perzijska Armenija i Persarmenija (arm. Պարսկահայաստան – Parskahajastan), odnosi se na doba kad je Armenija (srednjeperzijski: 𐭠𐭫𐭬𐭭𐭩 – Armin) bilo sizeren Sasanidskog Perzijskog Carstva. 
Godine 301. kršćanstvo je postalo državna religija u Armeniji. Godine 367. Armeniju podijelili Sasanidsko Perzijsko Carstvo i Rimsko Carstvo. Nadzor nad istočnom Armenijom uspostavili su nakon pada arsakidskim Armenskim Kraljevstvom 428. godine. Sjedište Perzijske Armenije bio je Dvin. Stanovnici su govorili armenskim koji je bio domorodački jezik, zatim partskim, u kraljevskoj upravi i na dvoru govorilo se srednjeperzijskim, a u vjerskoj uporabi bio je grčki jezik i sirski jezik. Prevladavajuće vjeroispovijedi bile su armensko kršćanstvo i zoroastrizam.
Povijesni događaji koji su obilježeili Perzijsku Armeniju bili su uspostava 252./253., rimsko-armensko osvajanje 299., Mir u Acilizeni oko 387., početak marzbanskog razdoblja 428. godine. Razdoblje poslije toga u armenskoj se historiografiji naziva Marzpanatsko razdoblje (arm. Մարզպանական Հայաստան – Marzpanakan Hajastan). Zapadno od sasanidske Armenije nalazila se Bizantska Armenija. Marzpanatskog razdoblje završava arapskim osvajanjem. Pala je pod arapski Rašidunski Kalifat do 645. godine te je postala dijelom Armenskog Kalifata.